# Au pays des têtes à claques
Au pays des têtes à claques est une série d'animation québécoise. La série est basée sur la web-série des Têtes à claques. La série est diffusée sur Télétoon dans sa case horaire Télétoon la Nuit depuis le 12 janvier 2012, comme un aperçu et avec des diffusions régulières depuis le 1er mars 2012[réf. nécessaire].
La série est aussi diffusée depuis le 15 janvier 2012 en France et dans d’autres pays francophones sur Canal+. En hiver 2012, une version en anglais de la série est en production sous le titre Knuckleheads pour le marché canadien et une possibilité pour celui des États-Unis. La version anglophone est diffusée sur Adult Swim le 8 janvier 2016 et par la suite sur Teletoon at Night le 6 juin 2016.

## Épisodes

### Première saison (2012)
- 1. Le procès :

Lorsque plusieurs clients sont insatisfaits de trois nouveaux produits d'Oncle Tom, ce dernier fait face à la justice après qu'un recours collectif est formé par les clients insatisfaits. 
- 2. Le camp scout :

Les deux frères Gabriel et Samuel sont dans un camp scout. Après avoir entendu parler d'une mine perdue dans les bois et de la légende d'une pépite d'or qui s'y trouverait, les deux frères ainsi que leurs amis partent à la recherche de la fameuse mine.
- 3. Love Académie :

Une émission de téléréalité, Love Academie, où sept concurrents célibataires y participent dans le but de trouver l'amour et de gagner un voyage à Ogunquit. 
- 4. L'hôpital :

Alors que le Québec est frappé par un virus nommé la grippe BBQ, l'épidémie sème le chaos dans les urgences de la province. Plusieurs personnages seront malheureusement atteint du virus et devront être admis à l'hôpital.
- 5. Le maniaque :

Une vague de crimes mystérieux sème la panique dans la ville. Un maniaque s'attaque à des hommes innocents en leur posant des implants mammaires. C'est le duo policier Jimmy et Réjean qui mènent l'enquête. 
- 6. L'invasion :

La province doit à nouveau faire face à une terrible menace : une invasion extra-terrestre. Les deux pilotes du DC-132 seront de front afin de contrer l'invasion et savoir pourquoi les extra-terrestres nous envahissent.
- 7. Le hockey :

Alors que la grande finale du tournoi d'hockey s'approche, Turcotte nage en plein dilemme où il doit faire perdre son équipe pour sauver ses frères de la prison.
- 8. La séparation :

À la suite d'une dispute, Monique et Lucien se séparent. En quête de nouvelles aventures, Monique rencontre un nouvel homme pendant que Lucien cherche à tout prix à reconquérir sa femme.
- 9. Les zombies :

C'est l'halloween au pays des têtes à claques! En ce fameux soir de la fête des monstres, deux scientifiques fabriquant un sérum qui tourne finalement à la catastrophe, provoquent une invasion de zombies semant la terreur dans la ville. 
- 10. Les Papoutes (partie 1) :

Les ti-papoutes sont kidnappés par le terrible comte Mephisto, Papa Papoutes se lance dans une quête afin de les sauver.
- 11. Les Papoutes (partie 2) :

À la suite de l'épisode précédent, Papa Papoutes continue sa quête et arrive enfin sur l'île où se cache le comte Mephisto et les ti-papoutes.
- 12. Un Noël brun :

Dans cet épisode, le Père Noël décide de déménager son usine dans la petite ville de Saint-Basile au Québec. Cependant, tout ne se passera pas comme prévu.
- 13. À plein régime :

Le célèbre chanteur Julio Caracas est l'idole de plusieurs fans féminins au Québec dont Carole et Ginette. Ayant gagné des billets VIP pour assister au spectacle du chanteur, Carole décide de se mettre au régime afin de séduire Julio.

### Deuxième saison (2014)
- 1. À la rescousse des Zwizz :

Le commandant Pichette et son copilote doivent aider Zack et Zazou afin de secourir le roi des Zwizz qui a été enlevé. 
- 2. La revanche de Jack Curtis :

Le cowboy Jack Curtis a tenté à plusieurs reprises d'éliminer son ennemi juré Santana, mais en vain. Après un nouvel échec pour venger sa famille, Jack est recueilli par M. Wong afin de l'entrainer à devenir le tireur le plus redoutable de l'ouest.
- 3. Soldats d'infortune :

Les deux soldats de l'armée canadienne, Morin et Monette, sont mutés à un avant-poste loin dans le désert alors qu'entre-temps une menace terroriste plane. Nos deux soldats tenteront le tout pour le tout afin d'empêcher un attentat.  
- 4. La voisine vampire :

Gabriel et Samuel soupçonne leur nouvelle voisine, qui a emménagé en face de leur maison, d'être un vampire.
- 5. La fin du monde a sonné :

Un homme provenant du futur demande de l'aide au commandant Pichette et son copilote afin de combattre des téléphones intelligents qui ont complètement pris le contrôle de la planète dans une guerre pour anéantir la race humaine.
- 6. La légende du gros :

Roger et Marcel partent en voyage de chasse. Lors de ce week-end, des évènements hors de l'ordinaire se produisent. Roger s'aventure dans la forêt seul afin de retrouver sa caisse de bière disparue tandis que Marcel invoque par accident les quatre chevaliers de l'apocalypse.
- 7. Superbol :

Lucien est frappé par la foudre. À la suite de cet accident, Lucien devient super intelligent. Monique profite de la situation pour s'inscrire au quizz télé Superbol où les couples compétitionnent pour devenir le couple le plus intelligent du Québec et gagner une importante somme d'argent.
- 8. Opération Raoul :

Raoul se retrouve au milieu d'une affaire mélangeant le monde de l'espionnage et la mafia après avoir dragué une agente des services secrets canadiens. Étant en possession d'un microfilm, Raoul est poursuivi par le crime organisé qui cherche à récupérer le dispositif.
- 9. Powercop :

L'officier de police, Réjean, est sérieusement blessé après une violente altercation avec le chef des motards criminalisés. Il sera plus tard transformé en super policier mi-homme mi-robot afin de combattre le crime et d'avoir sa revanche contre les motards criminels. 
- 10. Capitaine Kung Fu :

Capitaine Kung Fu est invité à un tournoi qui réunit les plus grands combattants du monde afin de décrocher la prestigieuse coupe Won Ton du plus grand combattant. 
- 11. Le butin de Monica :

Yvon apprend soudain qu'il est le seul héritier du butin d'une célèbre cambrioleuse, Monica Magnum. Cependant, il doit partir à la recherche afin de trouver l'emplacement du butin. De plus, Yvon n'est pas le seul à chercher le trésor. 
- 12. Momo :

À l'occasion d'un voyage de pêche, Carole est secourue par un jeune homme des bois élevé par des mouffettes. Plus tard, on apprend que ce jeune homme serait le fils d'un entrepreneur d'une importante compagnie de papier de toilette qu'on a cru mort depuis longtemps.

### Troisième saison
- 1. Voyage au centre de la tête :

Les soldats Morin et Monette sont les cobayes d'une opération inhabituelle où ils sont miniaturisés et injectés dans l'organisme du président français qui est dans le coma après une attaque terroriste. Une course contre la montre s'engage afin de le sauver de son traumatisme au cerveau. 
- 2. La route infernale :

En road trip à travers le désert du Nevada pour assister au Festival Burning Man, Monique et Lucien sont pourchassés par un dangereux psychopathe. 
- 3. Les mangeux de beignes :

Jimmy et Réjean sont sur une affaire impliquant des disparitions mystérieuses dans une petite ville. Alors que l'enquête avance, le duo policier découvre que le responsable est un être venu d'un autre monde.
- 4. Les chasseurs chassés :

Ayant gagné un voyage de chasse dans une pourvoirie de luxe, Roger et Marcel découvrent qu'ils sont le gibier d'un jeu où des chasseurs riches et excentriques cherchent à les tuer. 
- 5. Chloézilla :

Chloé se transforme en un monstre géant grâce à une machine fabriquée par Gabriel et Samuel, supposée accélérer la croissance. Entre-temps, une autre menace s'amène sur la ville.
- 6. Le Chacal :

Personne dans l'histoire ne connait l'identité du mystérieux assassin que l'on surnomme « le Chacal ». À chaque mission, ce dernier change toujours de visage afin d'être le moins identifiable possible. Alors que Monique et Lucien sont en vacances à Paris, l'assassin tombe sur leur chemin et prend l'apparence de Lucien pour accomplir sa mission.
- 7. Les trois amigos :

Santana fait appel à son ancien rival Jack Curtis et de M. Wong afin de sauver sa femme de l'emprise du général Gonzalez.
- 8. Starcops :

Jimmy et Réjean deviennent les nouvelles vedettes de la célèbre série policière, Starcops. Cependant, la célébrité dont ils feront face aura un impact sur leur amitié.
- 9. Le harem de Raoul :

Grâce à une machine conçue pour manipuler les rêves, Raoul s'imagine d'être un sultan entouré de belles jolies femmes. Malheureusement, Raoul est devenu prisonnier de son rêve et n'arrive plus à se réveiller. Son ami, Johnny Boy, vole à sa rescousse en intégrant son rêve afin de le ramener dans la vraie vie.
- 10. Titanos :

Rêvant depuis toujours de devenir un pirate, un pêcheur de crevettes met la main sur une carte indiquant un trésor caché dans le ventre d'une baleine géante.
- 11. La soirée inoubliable :

Après une soirée bien arrosée, Turcotte et son coach se réveillent et ne se rappellent plus des évènements de la veille. Les deux doivent démystifier ce qui c'est réellement produit et retrouver le reste de l'équipe.  
- 12. La croisière gourmande :

Carole et Ginette partent en croisière sur le paquebot Gargantua, un navire qui est semi-mangeable. Au cours du voyage, le Gargantua est la cible des pirates qui souhaitent s'approprier la nourriture à bord. 
- 13. Baby Boom :

Le docteur Murphy met au point un produit révolutionnaire permettant de rajeunir le monde qui en consomme. Mais le produit provoque une catastrophe. Tous les gens qui en ont consommé rajeunissent extrêmement vite. Monique se retrouve impliquée dans la situation lorsque Lucien en est victime.